# 拉倫辛厄爾博物館
拉倫辛厄爾博物館（荷蘭語：Singer Laren）是一座位于荷兰拉倫市中心的博物馆和音乐厅。這座博物馆內的展品基本上都來自於美国艺术家威廉·亨利·辛厄爾（William Henry Singer，1868–1943年）和其妻子安娜的收藏。

## 簡介
1954年，威廉·亨利·辛厄爾的遺孀成立了辛厄爾基金会（Singer Memorial Foundation），并于1956年在他们位於荷蘭拉倫Oude Drift德家中开设了博物馆、音乐厅以及咖啡馆。該博物館還经常举办艺术展览。 
2020年3月，2019冠状病毒病疫情期間，該博物館被迫休館，期間租借自格羅寧根博物館的文森特·梵高畫作《春日田野》被盗。